# Signe Hasso
Signe Hasso (Estocolmo, 15 de agosto de 1915 - Los Angeles, 7 de junho de 2002) foi uma atriz, escritora e compositora sueca. Sua carreira começou em 1933 e nos sete anos seguintes alternou entre teatro e cinema antes de ir para Hollywood, onde foi contratada pela RKO Studios.  Ela apareceu em filmes da década de 1940 como A Sétima Cruz (1944) e Fatalidade (1947).

## Morte
Hasso morreu em Los Angeles no Cedars-Sinai Medical Center em 2002, aos 86 anos de pneumonia, embora algumas fontes tenham dito que ela tinha 91 anos.

## Legado
Hasso recebeu uma estrela na Calçada da Fama de Hollywood por suas contribuições à indústria cinematográfica. A cerimônia de inauguração foi realizada em 1 de fevereiro de 1994 com a estrela localizada na 7080 Hollywood Blvd.